# Uvaria cherrevensis
Uvaria cherrevensis este o specie de plante angiosperme din genul Uvaria, familia Annonaceae. A fost descrisă pentru prima dată de Jean Baptiste Louis Pierre, Achille Eugène Finet și François Gagnepain, și a primit numele actual de la L. L. Zhou, Y. C. F. S. Conform Catalogue of Life specia Uvaria cherrevensis nu are subspecii cunoscute.